# Afrolepis ivorensis
Afrolepis ivorensis är en skalbaggsart som beskrevs av Decelle 1968. Afrolepis ivorensis ingår i släktet Afrolepis och familjen Melolonthidae. Inga underarter finns listade i Catalogue of Life.